# Казарма 59 км
Каза́рма 59 км — упразднённая казарма в Амурском районе Хабаровского края. Входил в состав Литовского сельского поселения.

## География
Расположен в центральной части края, в пределах Среднеамурской низменности, в долине реки Большой Джелюмкен.

## История
Законом Хабаровского края от 13.03.2010 № 309 упразднены два населённых пункта: «казарма 51 км» и «казарма 59 км», расположенные на территории Литовского городского поселения Амурского муниципального района.

## Инфраструктура
Путевое хозяйство.

## Транспорт
Развит железнодорожный транспорт.